# Chīnāb
Chīnāb (persiska: چیناب, Chenāb) är en ort i Iran.   Den ligger i provinsen Östazarbaijan, i den nordvästra delen av landet, 500 km nordväst om huvudstaden Teheran. Chīnāb ligger 1 470 meter över havet och antalet invånare är 499.
Terrängen runt Chīnāb är huvudsakligen kuperad, men österut är den bergig. Terrängen runt Chīnāb sluttar österut. Runt Chīnāb är det ganska glesbefolkat, med 27 invånare per kvadratkilometer. Närmaste större samhälle är Hūrānd, 11,2 km norr om Chīnāb. Trakten runt Chīnāb består i huvudsak av gräsmarker.